# ヨハン・カスパール・フェルディナント・フィッシャー
ヨハン・カスパール・フェルディナント・フィッシャー（Johann Caspar Ferdinand Fischer, 1656年9月6日 - 1746年8月27日）は、ドイツ盛期バロック音楽の作曲家。
どうやらボヘミア系であったらしいが、生涯については大まかなことしか分かっていない。最初の作品は1682年に出版され、1690年までにはザクセン＝ラウエンブルク公の宮廷楽長となっていた。ついで1695年までにバーデン＝バーデン辺境伯ルートヴィヒ・ヴィルヘルムの宮廷楽長になり、ラシュタットにて没するまでその地位にあった。
フィッシャーの作品のほとんどは、たとえば管弦楽組曲『春の日誌Le journal du printems 』（1695年）が示しているように、ジャン＝バティスト・リュリによって実現されたフランス・バロック音楽の影響を示している。
20曲のプレリュードとフーガおよび5曲のリチェルカーレからなるオルガン曲集『アリアドネ・ムジカ 』(1702年出版)は、19の調性とホ調のフリギア旋法が使われており、ヨハン・ゼバスティアン・バッハの『平均律クラヴィーア曲集』の重要な先駆的作品とみなされている。『平均律クラヴィーア曲集』の中には、『アリアドネ・ムジカ 』のフーガの主題をそのまま借用したようなものも見られる。